# Pupilómetro
Pupilómetro (português europeu) ou Pupilômetro (português brasileiro) é um aparelho utilizado na área da óptica, que serve para medir as distâncias naso-pupilares, ou seja, a distância da pupila ao nariz.